# Isidor Kaufmann

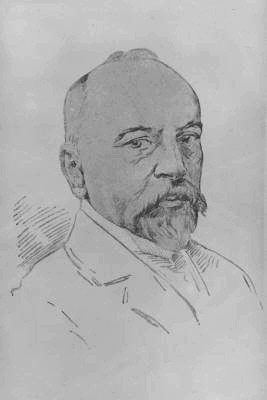
Isidor Kaufmann: Selbstporträt

Isidor Kaufmann (geboren 22. März 1853 in Arad, Kaisertum Österreich; gestorben 16. November 1921 in Wien) war ein ungarischer Porträt- und Genremaler.

## Leben
Isidor Kaufmann war ein Bankbeamter. Er besuchte in den Jahren 1875 und 1876 die Landeszeichenschule in Budapest. 1876 setzte er seine Studien privat bei Josef Matthäus Aigner in Wien fort und studierte anschließend an der Wiener Akademie bei Josef Mathias Trenkwald. Kaufmann unternahm Reisen nach Ungarn, Galizien und Polen. Er schuf Genrebilder mit sozialem Inhalt und Darstellungen aus dem jüdischen Volksleben und wurde mit dem Königswarterpreis ausgezeichnet. 1899 erhielt er auf der Großen Berliner Kunstausstellung eine kleine Goldmedaille. Einen umfassenden Überblick über Werk und Entwicklung des Malers zeigte das Jüdische Museum Wien 1995 mit einer von Tobias G. Natter kuratierten Ausstellung.
Das Ölgemälde mit einem Porträt von Isidor Gewitsch, gemalt um 1900 von Isidor Kaufmann, hängt im Jewish Museum in New York City.